# 3748 Tatum
3748 Tatum este un asteroid din centura principală, descoperit pe 3 mai 1981 de Edward Bowell.